# 139 av. J.-C.
Cette page concerne l'année 139 av. J.-C. du calendrier julien proleptique.

## Événements
- 27 septembre 140 av. J.-C. (1er janvier 615 du calendrier romain) : début à Rome du consulat de Cnaeus Calpurnius Piso et Marcus Popillius Laenas[1].
  - A. Gabinius, tribun de la plèbe, fait passer la première loi tabellaire (de tabella, tablette de vote) prévoyant le vote secret pour les élections[1].
  - Le préteur pérégrin Cornelius Hispalus chasse de Rome les astrologues (Chaldéens), les Juifs et les adeptes de Jupiter Sabazios (ou les Juifs adeptes de Sabazios)[2].
- Début de l’année (ou fin 140 av. J.-C.) : soulèvement des esclaves de Damophile, qui s’emparent de la ville d'Enna, en Sicile. Le devin syrien Eunus est proclamé roi sous le nom d’Antiochos et parvient à lever une armée de 10 000 hommes. Une autre révolte éclate dans la région d’Agrigente, conduite par le Cilicien Cléon, qui rejoint Eunnus avec 5 000 hommes et le titre de stratège. Le préteur Lucius Plautius Hypsaeus marche contre eux avec 8 000 hommes, mais est battu, et quatre autres préteurs après lui (138-135  av. J.-C.). Début de la première Guerre servile (fin en 132 av. J.-C.)[3].

- Printemps ou été : le roi séleucide Démétrios II Nicator est fait prisonnier par les Parthes et envoyé en Hyrcanie[4]. Bien traité, il épouse la fille du roi Mithridate, Rodogune, ce qui provoque la colère de sa première femme Cléopâtre Théa, laquelle épouse le frère de Démétrios II et le fait monter sur le trône sous le nom d'Antiochos VII Sidetes[5].

- Le consul Popillius Laenas est envoyé en Hispanie citérieure ; après un échec contre Numance, il joint ses forces au proconsul Caepio pour combattre les Lusitaniens révoltés sur deux fronts. L'avance de Caepio est retardée par une mutinerie de sa cavalerie, provoquée par sa sévérité. Cependant les Lusitaniens, épuisés par la guerre, demandent à Viriathe de négocier avec Laenas. Le consul réclame que les soldats romains déserteurs lui soient livrés et la reddition des armes. La première condition lui est accordée, et les malheureux sont amputés de la main droite, supplice appris des Espagnols. Viriathe s'oppose à la seconde, mais envoie trois émissaires : Audax, Ditalkon et Minuros pour poursuivre les négociations. Ils sont soudoyés par le consul et assassinent Viriathe pendant son sommeil à leur retour[6].
- Le Sénat romain reconnaît par décret l'indépendance de la Judée hasmonéenne[7].
- Afrique du Nord : Micipsa reste seul roi des Numides à la mort de ses frères Gulussa et Mastanabal. Micipsa n’a pas de fils et l’héritier du trône, Gauda, le fils aîné de Mastanabal est diminué mentalement. Micipsa fait légitimer Jugurtha, un autre fils de Mastanabal, qui a les qualités requises pour la succession[8].

## Décès
- Viriathe, chef de la révolte lusitanienne, assassiné.